# Ceroplesis calabarica
Ceroplesis calabarica är en skalbaggsart som beskrevs av Louis Alexandre Auguste Chevrolat 1858. Ceroplesis calabarica ingår i släktet Ceroplesis och familjen långhorningar.
Artens utbredningsområde är:
- Kenya.
- Nigeria.

Inga underarter finns listade i Catalogue of Life.